# Bebearia rubiginosus
Bebearia rubiginosus är en fjärilsart som beskrevs av Talbot 1927. Bebearia rubiginosus ingår i släktet Bebearia och familjen praktfjärilar. Inga underarter finns listade i Catalogue of Life.